# Георгі Бачаров
Георгі Бачаров (болг. Георги Бъчваров, * 17 квітня 1980, Пловдив, Болгарія) — болгарський футболіст, захисник пловдивського «Локомотива».